# Gagnac-sur-Garonne

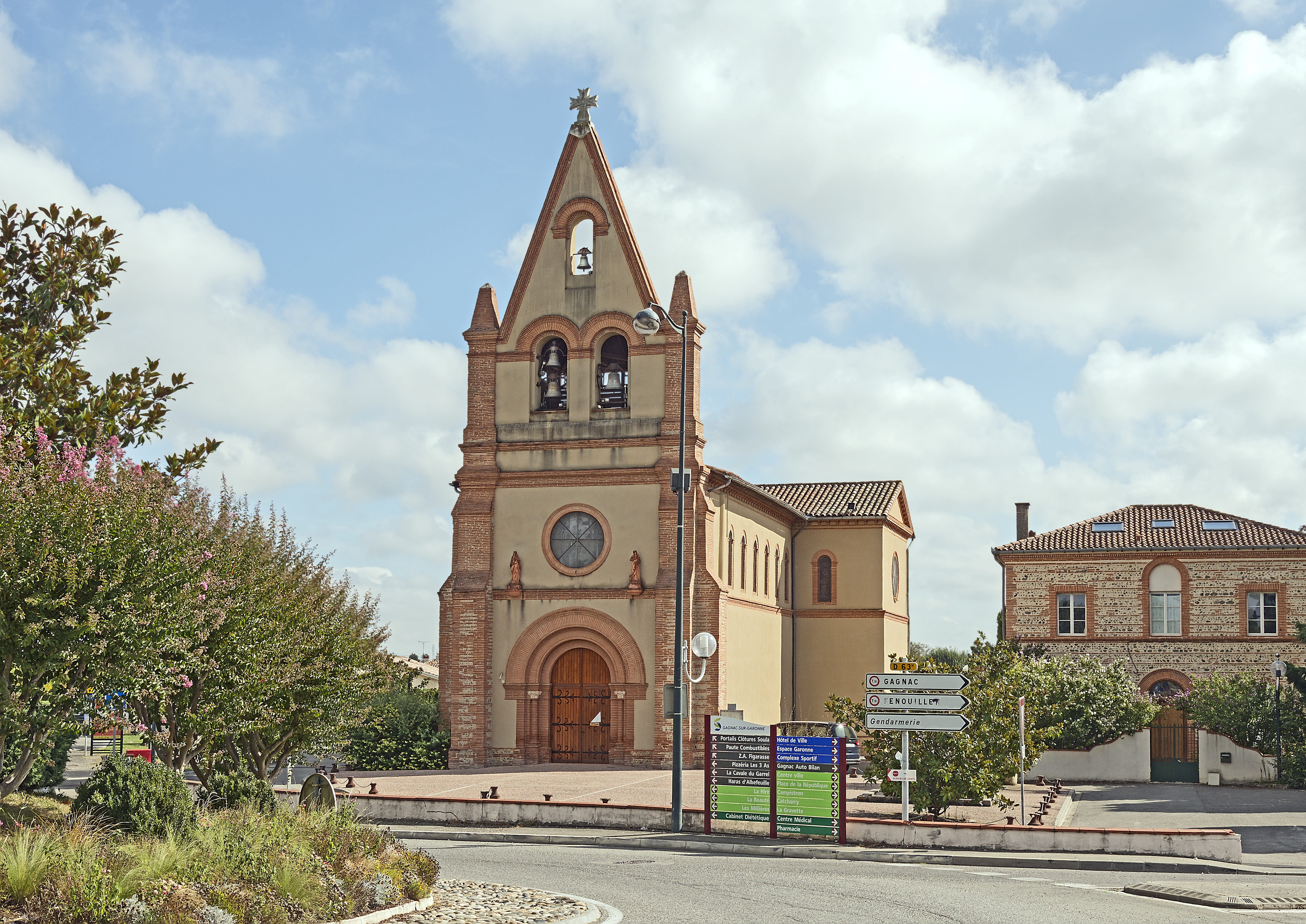
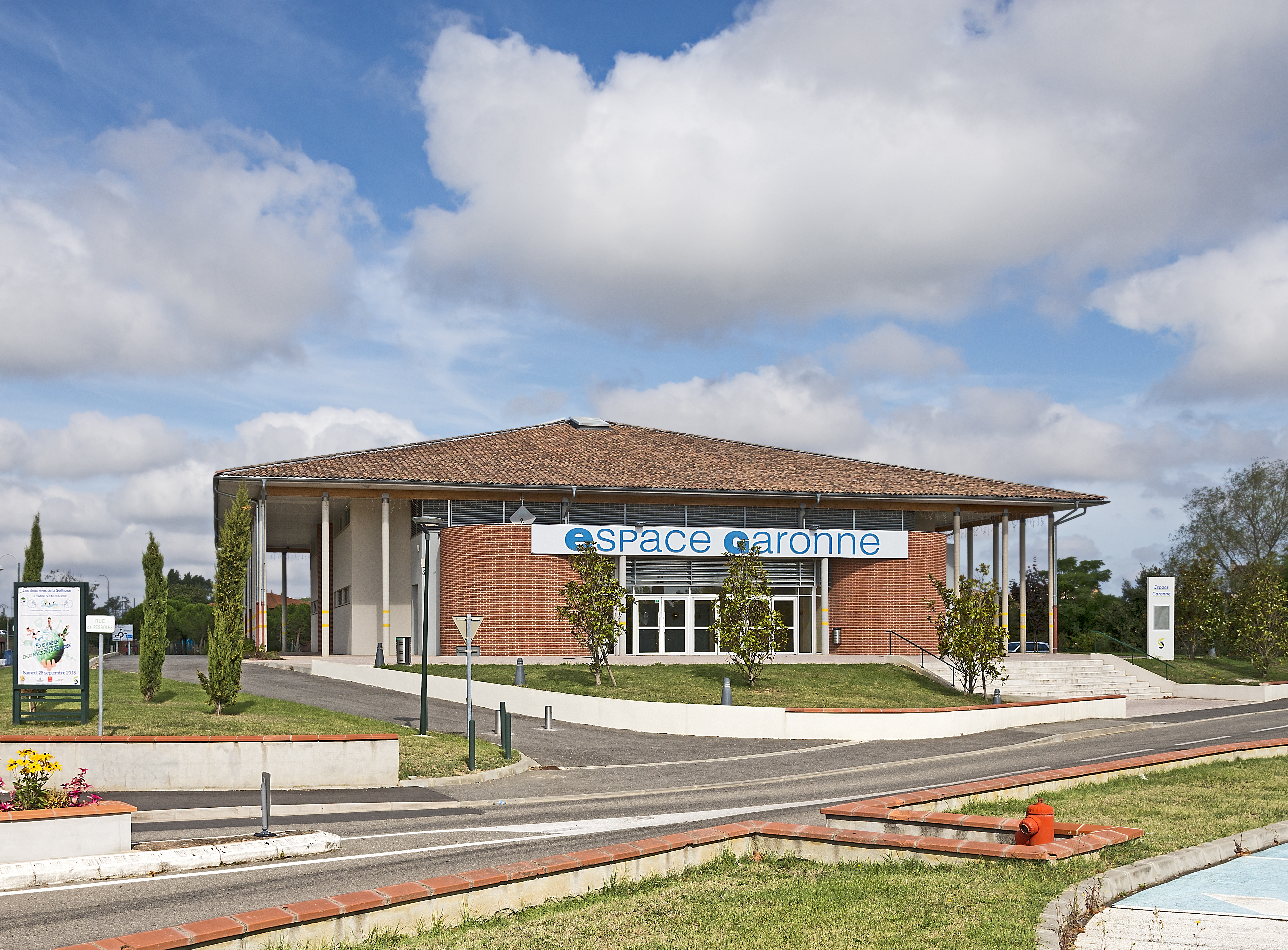

Gagnac-sur-Garonne – miejscowość i gmina we Francji, w regionie Oksytania, w departamencie Górna Garonna.
Według danych na rok 1990 gminę zamieszkiwały 1324 osoby, a gęstość zaludnienia wynosiła 305 osób/km² (wśród 3020 gmin regionu Midi-Pireneje Gagnac-sur-Garonne plasuje się na 264. miejscu pod względem liczby ludności, natomiast pod względem powierzchni na miejscu 1545.).